# Liste des monuments historiques de l'arrondissement de Mortagne-au-Perche
Cet article recense les monuments historiques de l'arrondissement de Mortagne-au-Perche, dans l'Orne, en France.

## Liste
| Monument                                                   | Commune                       | Adresse                                    | Coordonnées                      | Notice         | Protection             | Date      | Illustration                                               |
| ---------------------------------------------------------- | ----------------------------- | ------------------------------------------ | -------------------------------- | -------------- | ---------------------- | --------- | ---------------------------------------------------------- |
| Château de L'Aigle                                         | L'Aigle                       | Place Fulbert de Beina                     | 48° 45′ 52″ nord, 0° 37′ 44″ est | « PA00110681 » | Classé                 | 1948      | Château de L'Aigle                                         |
| Église Saint-Barthélemy de L'Aigle                         | L'Aigle                       |                                            | 48° 46′ 07″ nord, 0° 38′ 00″ est | « PA00110682 » | Inscrit                | 1966      | Église Saint-Barthélemy de L'Aigle                         |
| Église Saint-Jean de L'Aigle                               | L'Aigle                       | Rue Saint-Jean                             | 48° 45′ 51″ nord, 0° 37′ 56″ est | « PA00110683 » | Inscrit                | 1985      | Église Saint-Jean de L'Aigle                               |
| Église Saint-Martin de L'Aigle                             | L'Aigle                       | Place Saint-Martin                         | 48° 45′ 53″ nord, 0° 37′ 38″ est | « PA00110684 » | Classé                 | 1886 1990 | Église Saint-Martin de L'Aigle                             |
| Hôtel Colombel de la Rousselière                           | L'Aigle                       | 28 rue des Émangeards                      | 48° 45′ 48″ nord, 0° 37′ 41″ est | « PA00110685 » | Inscrit                | 1981      | Hôtel Colombel de la Rousselière                           |
| Petit hôtel Colombel                                       | L'Aigle                       | 8 quai Catel                               | 48° 45′ 58″ nord, 0° 37′ 37″ est | « PA00110686 » | Inscrit                | 1987      | Petit hôtel Colombel                                       |
| Relais de poste                                            | L'Aigle                       | 22bis rue Louis-Pasteur                    | 48° 45′ 48″ nord, 0° 37′ 23″ est | « PA00110687 » | Inscrit                | 1981      | Relais de poste                                            |
| Usine d'aiguilles de Mérouvel                              | L'Aigle                       | Mérouvel                                   | 48° 45′ 54″ nord, 0° 36′ 51″ est | « PA00110688 » | Inscrit                | 1987      | Usine d'aiguilles de Mérouvel                              |
| Château des Feugerets                                      | Appenai-sous-Bellême          |                                            | 48° 20′ 08″ nord, 0° 35′ 21″ est | « PA61000026 » | Inscrit                | 2001      | Château des Feugerets                                      |
| Forge d'Aube                                               | Aube                          | La Forge                                   | 48° 44′ 31″ nord, 0° 33′ 08″ est | « PA00110731 » | Classé                 | 1982      | Forge d'Aube                                               |
| Église Notre-Dame d'Autheuil                               | Autheuil                      |                                            | 48° 34′ 21″ nord, 0° 40′ 14″ est | « PA00110735 » | Classé                 | 1875      | Église Notre-Dame d'Autheuil                               |
| Chapelle Saint-Santin de Bellême                           | Bellême                       |                                            | 48° 22′ 28″ nord, 0° 33′ 35″ est | « PA00110740 » | Inscrit                | 1971      | Chapelle Saint-Santin de Bellême                           |
| Église Saint-Sauveur de Bellême                            | Bellême                       |                                            | 48° 22′ 36″ nord, 0° 33′ 37″ est | « PA00110741 » | Inscrit                | 1987      | Église Saint-Sauveur de Bellême                            |
| Hôtel Bansard des Bois                                     | Bellême                       | Rue Ville-Close                            | 48° 22′ 32″ nord, 0° 33′ 47″ est | « PA00110742 » | Classé Inscrit         | 1979      | Hôtel Bansard des Bois                                     |
| Maison du Gouverneur                                       | Bellême                       | 24 rue Ville-Close                         | 48° 22′ 32″ nord, 0° 33′ 47″ est | « PA00110743 » | Inscrit                | 1989      | Maison du Gouverneur                                       |
| Tour de l'Horloge                                          | Bellême                       |                                            | 48° 22′ 36″ nord, 0° 33′ 45″ est | « PA00110992 » | Inscrit                | 1989      | Tour de l'Horloge                                          |
| Enceinte de Bellême                                        | Bellême                       |                                            | 48° 22′ 35″ nord, 0° 33′ 42″ est | « PA00110744 » | Inscrit                | 1937      | Enceinte de Bellême                                        |
| Manoir du Grand-Saint-Quentin                              | Berd'huis                     |                                            | 48° 21′ 56″ nord, 0° 43′ 13″ est | « PA00110745 » | Inscrit                | 1974      | Manoir du Grand-Saint-Quentin                              |
| Église Saint-Pierre                                        | Bivilliers                    | Le Bourg                                   | 48° 34′ 47″ nord, 0° 37′ 06″ est | « PA61000051 » | Inscrit                | 2006      | Église Saint-Pierre                                        |
| Dolmen de la Grosse-Pierre                                 | Boissy-Maugis                 | Bois de Saint-Laurent                      | 48° 27′ 59″ nord, 0° 45′ 01″ est | « PA00110748 » | Inscrit                | 1949      | Image manquante Téléverser                                 |
| Manoir de la Moussetière                                   | Boissy-Maugis                 |                                            | 48° 26′ 46″ nord, 0° 42′ 42″ est | « PA00110749 » | Inscrit                | 1980      | Manoir de la Moussetière                                   |
| Moulin de Buré                                             | Buré                          | Le Moulin de Buré                          | 48° 30′ 53″ nord, 0° 23′ 55″ est | « PA00135515 » | Inscrit                | 1995      | Image manquante Téléverser                                 |
| Château de Beauvais                                        | Ceton                         | Beauvais                                   | 48° 14′ 35″ nord, 0° 42′ 11″ est | « PA00110997 » | Inscrit                | 1992      | Image manquante Téléverser                                 |
| Église Saint-Pierre-ès-Liens                               | Ceton                         |                                            | 48° 13′ 30″ nord, 0° 44′ 50″ est | « PA00110763 » | Classé                 | 1974      | Église Saint-Pierre-ès-Liens                               |
| Manoir du Mont-Gâteau                                      | Ceton                         | Le Grand Mont-Gâteau                       | 48° 12′ 56″ nord, 0° 44′ 12″ est | « PA00110998 » | Inscrit                | 1992      | Image manquante Téléverser                                 |
| Église Saint-Évroult                                       | Champs                        | Le Bourg Ouest                             | 48° 35′ 06″ nord, 0° 33′ 18″ est | « PA00110768 » | Classé                 | 1965      | Église Saint-Évroult                                       |
| Château de Chandai                                         | Chandai                       | Château de Chandai 5 rue des Forges        | 48° 45′ 00″ nord, 0° 43′ 50″ est | « PA61000017 » | Inscrit                | 1999      | Image manquante Téléverser                                 |
| Basilique Notre-Dame de Montligeon                         | La Chapelle-Montligeon        |                                            | 48° 29′ 00″ nord, 0° 39′ 20″ est | « PA00110773 » | Inscrit                | 1978      | Basilique Notre-Dame de Montligeon                         |
| Château des Feugerets                                      | La Chapelle-Souëf             | Les Feugerets                              | 48° 20′ 08″ nord, 0° 35′ 23″ est | « PA61000025 » | Inscrit                | 2001      | Château des Feugerets                                      |
| Église Notre-Dame de Courthioust                           | Colonard-Corubert             |                                            | 48° 24′ 30″ nord, 0° 37′ 52″ est | « PA00110778 » | Classé                 | 1983      | Église Notre-Dame de Courthioust                           |
| Château de Villeray                                        | Condeau                       | Château de Villeray                        | 48° 23′ 31″ nord, 0° 49′ 59″ est | « PA61000028 » | Inscrit                | 2002      | Château de Villeray                                        |
| Chapelle de Rivray                                         | Condé-sur-Huisne              |                                            | 48° 23′ 46″ nord, 0° 52′ 10″ est | « PA00110780 » | Inscrit                | 1975      | Chapelle de Rivray                                         |
| Motte féodale de Rivray                                    | Condé-sur-Huisne              |                                            | 48° 23′ 45″ nord, 0° 52′ 10″ est | « PA00110781 » | Inscrit                | 1975      | Motte féodale de Rivray                                    |
| Manoir de la Vove                                          | Corbon                        |                                            | 48° 27′ 16″ nord, 0° 39′ 12″ est | « PA00110782 » | Classé                 | 1974      | Manoir de la Vove                                          |
| Église Notre-Dame de Courgeon                              | Courgeon                      |                                            | 48° 28′ 45″ nord, 0° 36′ 47″ est | « PA00110786 » | Classé Inscrit         | 1909 1926 | Église Notre-Dame de Courgeon                              |
| Manoir de la Grossinière (chapelle)                        | Courgeoût                     | RD 372                                     | 48° 29′ 26″ nord, 0° 29′ 28″ est | « PA61000040 » | Inscrit                | 2005      | Image manquante Téléverser                                 |
| Manoir du Jarossay                                         | Courgeoût                     | Le Jarossay                                | 48° 29′ 55″ nord, 0° 30′ 51″ est | « PA61000012 » | Inscrit                | 1998      | Image manquante Téléverser                                 |
| Ferme de la Cornillère                                     | Crulai                        | La Cornillère                              | 48° 43′ 23″ nord, 0° 38′ 15″ est | « PA61000047 » | Inscrit                | 2006      | Ferme de la Cornillère                                     |
| Enclos prioral de Dame-Marie                               | Dame-Marie                    | Le Bourg                                   | 48° 21′ 18″ nord, 0° 36′ 57″ est | « PA61000003 » | Inscrit                | 1997      | Enclos prioral de Dame-Marie                               |
| Église Saint-Jouin de Dancé                                | Dancé                         |                                            | 48° 21′ 48″ nord, 0° 45′ 37″ est | « PA00110790 » | Inscrit                | 1948      | Église Saint-Jouin de Dancé                                |
| Manoir du Plessis                                          | Dancé                         |                                            | 48° 21′ 36″ nord, 0° 45′ 19″ est | « PA00110982 » | Inscrit                | 1990      | Manoir du Plessis                                          |
| Église Saint-Étienne ou Saint-Laurent                      | Dorceau                       |                                            | 48° 25′ 20″ nord, 0° 47′ 57″ est | « PA00110795 » | Inscrit                | 1948      | Église Saint-Étienne ou Saint-Laurent                      |
| Ferme Neuve                                                | Dorceau                       | La Ferme Neuve D 10                        | 48° 25′ 31″ nord, 0° 47′ 45″ est | « PA61000048 » | Inscrit                | 2006      | Ferme Neuve                                                |
| Manoir des Touches                                         | Dorceau                       | Les Touches                                | 48° 25′ 11″ nord, 0° 49′ 35″ est | « PA61000036 » | Inscrit                | 2005      | Manoir des Touches                                         |
| Prieuré de Chênegallon                                     | Eperrais                      |                                            | 48° 24′ 11″ nord, 0° 31′ 22″ est | « PA00110799 » | Inscrit                | 1973      | Prieuré de Chênegallon                                     |
| Abbaye du Valdieu Réno                                     | Feings                        |                                            | 48° 32′ 11″ nord, 0° 40′ 15″ est | « PA61000004 » | Inscrit                | 1997      | Abbaye du Valdieu Réno                                     |
| Église Saint-Martin                                        | Gémages                       |                                            | 48° 17′ 38″ nord, 0° 36′ 58″ est | « PA61000022 » | Inscrit                | 2000      | Église Saint-Martin                                        |
| Château de l'Hermitière                                    | L'Hermitière                  | Le Château                                 | 48° 16′ 55″ nord, 0° 38′ 34″ est | « PA00110822 » | Inscrit                | 1974 2001 | Château de l'Hermitière                                    |
| Briqueterie des Chauffetières                              | L'Hôme-Chamondot              | La Tuilerie des Chauffetières              | 48° 36′ 54″ nord, 0° 42′ 55″ est | « PA00135522 » | Inscrit                | 1995      | Image manquante Téléverser                                 |
| Château de Gannes                                          | L'Hôme-Chamondot              |                                            | 48° 35′ 55″ nord, 0° 43′ 46″ est | « PA00110823 » | Inscrit                | 1933      | Image manquante Téléverser                                 |
| Château de Lonné                                           | Igé                           |                                            | 48° 18′ 01″ nord, 0° 31′ 28″ est | « PA61000023 » | Inscrit                | 2000      | Château de Lonné                                           |
| Église Notre-Dame de Marcilly                              | Igé                           |                                            | 48° 17′ 38″ nord, 0° 32′ 33″ est | « PA00110824 » | Inscrit                | 1971      | Église Notre-Dame de Marcilly                              |
| Manoir de Bray                                             | Igé                           | 316 Brais                                  | 48° 18′ 25″ nord, 0° 28′ 43″ est | « PA00110825 » | Inscrit                | 1977      | Manoir de Bray                                             |
| Motte féodale Garenne-de-la-Motte                          | Igé                           | Le Bois de la Roche                        | 48° 19′ 23″ nord, 0° 29′ 58″ est | « PA00110826 » | Inscrit                | 1975      | Motte féodale Garenne-de-la-Motte                          |
| Château de Loisail                                         | Loisail                       | Le Bourg                                   | 48° 30′ 03″ nord, 0° 35′ 32″ est | « PA00110999 » | Inscrit                | 1992      | Château de Loisail                                         |
| Église Saint-Martin de Loisail                             | Loisail                       |                                            | 48° 30′ 02″ nord, 0° 35′ 29″ est | « PA00110835 » | Classé                 | 1905      | Église Saint-Martin de Loisail                             |
| Maison romane de Loisail                                   | Loisail                       |                                            | 48° 30′ 03″ nord, 0° 35′ 27″ est | « PA00110836 » | Inscrit                | 1974      | Maison romane de Loisail                                   |
| Chapelle Notre-Dame-de-Pitié                               | Longny-au-Perche              |                                            | 48° 31′ 47″ nord, 0° 44′ 58″ est | « PA00110837 » | Classé                 | 1909      | Chapelle Notre-Dame-de-Pitié                               |
| Église Saint-Martin                                        | Longny-au-Perche              |                                            | 48° 31′ 50″ nord, 0° 45′ 10″ est | « PA00110838 » | Classé Inscrit         | 1909 1995 | Église Saint-Martin                                        |
| Château du Feillet                                         | Le Mage                       |                                            | 48° 30′ 20″ nord, 0° 49′ 08″ est | « PA00110841 » | Inscrit                | 1981      | Image manquante Téléverser                                 |
| Château de Maison-Maugis                                   | Maison-Maugis                 | Le Château                                 | 48° 27′ 06″ nord, 0° 42′ 13″ est | « PA00110843 » | Inscrit                | 1972 1991 | Château de Maison-Maugis                                   |
| Château de Launay                                          | Mâle                          | Château de Launay                          | 48° 16′ 07″ nord, 0° 44′ 35″ est | « PA61000034 » | Inscrit                | 2004      | Image manquante Téléverser                                 |
| Église Saint-Martin                                        | Mâle                          |                                            | 48° 16′ 17″ nord, 0° 44′ 17″ est | « PA00110993 » | Inscrit                | 1991      | Église Saint-Martin                                        |
| Moulin à papier                                            | Mâle                          | Moulin de Mâle                             | 48° 16′ 49″ nord, 0° 44′ 47″ est | « PA00135523 » | Inscrit                | 1995      | Image manquante Téléverser                                 |
| Église Notre-Dame-de-la-Salette de Malétable               | Malétable                     | Le Bourg                                   | 48° 33′ 57″ nord, 0° 41′ 56″ est | « PA00110844 » | Inscrit                | 1978 1991 | Église Notre-Dame-de-la-Salette de Malétable               |
| Château de Marchainville                                   | Marchainville                 |                                            | 48° 35′ 04″ nord, 0° 48′ 45″ est | « PA00110846 » | Inscrit                | 1978      | Image manquante Téléverser                                 |
| Église Saint-Pierre de Mauves-sur-Huisne                   | Mauves-sur-Huisne             |                                            | 48° 27′ 00″ nord, 0° 37′ 16″ est | « PA00110848 » | Inscrit                | 1975      | Église Saint-Pierre de Mauves-sur-Huisne                   |
| Pont Catinat                                               | Mauves-sur-Huisne             |                                            | 48° 26′ 35″ nord, 0° 37′ 20″ est | « PA00110849 » | Inscrit                | 1939      | Pont Catinat                                               |
| Château des Joncherets                                     | La Mesnière                   | Les Joncherets                             | 48° 32′ 24″ nord, 0° 26′ 33″ est | « PA00125314 » | Inscrit Classé         | 1993 1995 | Image manquante Téléverser                                 |
| Manoir du Pontgirard                                       | Monceaux-au-Perche            |                                            | 48° 28′ 46″ nord, 0° 42′ 24″ est | « PA00110855 » | Inscrit                | 1972 1989 | Manoir du Pontgirard                                       |
| Collégiale de Toussaint                                    | Mortagne-au-Perche            | Place du Tribunal                          | 48° 31′ 22″ nord, 0° 32′ 52″ est | « PA00110858 » | Classé                 | 1972      | Collégiale de Toussaint                                    |
| Couvent des Clarisses de Saint-François                    | Mortagne-au-Perche            | 3 rue Marguerite de Lorraine               | 48° 31′ 24″ nord, 0° 33′ 00″ est | « PA00110859 » | Classé Inscrit         | 1920 1986 | Couvent des Clarisses de Saint-François                    |
| Église Notre-Dame de Mortagne-au-Perche                    | Mortagne-au-Perche            |                                            | 48° 31′ 18″ nord, 0° 32′ 47″ est | « PA00110860 » | Classé                 | 1910      | Église Notre-Dame de Mortagne-au-Perche                    |
| Église Saint-Germain de Loisé                              | Mortagne-au-Perche            |                                            | 48° 31′ 05″ nord, 0° 34′ 04″ est | « PA00110861 » | Classé                 | 1972      | Église Saint-Germain de Loisé                              |
| Hippodrome de Mortagne-au-Perche                           | Mortagne-au-Perche            |                                            | 48° 31′ 13″ nord, 0° 32′ 24″ est | « PA61000002 » | Inscrit                | 1996      | Hippodrome de Mortagne-au-Perche                           |
| Hôpital Saint-Nicolas de Mortagne-au-Perche                | Mortagne-au-Perche            | 18 rue des Quinze-Fusillés                 | 48° 31′ 16″ nord, 0° 32′ 48″ est | « PA61000006 » | Inscrit                | 1997      | Hôpital Saint-Nicolas de Mortagne-au-Perche                |
| Hôtel de Fontenay                                          | Mortagne-au-Perche            | 13 rue du Colonel-Guérin Rue du Jardinet   | 48° 31′ 20″ nord, 0° 32′ 45″ est | « PA00110862 » | Inscrit                | 1975      | Hôtel de Fontenay                                          |
| Hôtel de Longueil                                          | Mortagne-au-Perche            | 2 rue du Général-Leclerc Rue de la Comédie | 48° 31′ 18″ nord, 0° 32′ 38″ est | « PA00110863 » | Inscrit                | 1975      | Hôtel de Longueil                                          |
| Hôtel Fousteau-Dutertre (hôtel de la rue Sainte-Croix)     | Mortagne-au-Perche            | 30 rue de Sainte-Croix                     | 48° 31′ 11″ nord, 0° 32′ 48″ est | « PA00110865 » | Classé                 | 1975      | Hôtel Fousteau-Dutertre (hôtel de la rue Sainte-Croix)     |
| Hôtel des Tailles                                          | Mortagne-au-Perche            | 9 rue des Tailles                          | 48° 31′ 22″ nord, 0° 32′ 42″ est | « PA00110864 » | Inscrit                | 1971      | Hôtel des Tailles                                          |
| Maison des comtes du Perche                                | Mortagne-au-Perche            | 8 rue de la Porte-Saint-Denis              | 48° 31′ 19″ nord, 0° 32′ 50″ est | « PA00110868 » | Inscrit                | 1975      | Maison des comtes du Perche                                |
| Maison du doyen Toussaint                                  | Mortagne-au-Perche            | 3 rue du Fort                              | 48° 31′ 23″ nord, 0° 32′ 50″ est | « PA00110866 » | Inscrit                | 1975      | Maison du doyen Toussaint                                  |
| Maison Henri IV                                            | Mortagne-au-Perche            | 2bis rue Toussaint                         | 48° 31′ 22″ nord, 0° 32′ 48″ est | « PA00110869 » | Classé                 | 1979      | Maison Henri IV                                            |
| Maison natale d'Alain                                      | Mortagne-au-Perche            | 3 rue de la Comédie                        | 48° 31′ 20″ nord, 0° 32′ 41″ est | « PA00135524 » | Inscrit                | 1995      | Maison natale d'Alain                                      |
| Maison à tourelle de Mortagne-au-Perche                    | Mortagne-au-Perche            | 9 place du Général-de-Gaulle               | 48° 31′ 15″ nord, 0° 32′ 45″ est | « PA00110867 » | Inscrit                | 1975      | Maison à tourelle de Mortagne-au-Perche                    |
| Porte Saint-Denis                                          | Mortagne-au-Perche            | Rue de la Porte-Saint-Denis                | 48° 31′ 19″ nord, 0° 32′ 49″ est | « PA00110870 » | Inscrit                | 1975      | Porte Saint-Denis                                          |
| Statue de Neptune                                          | Mortagne-au-Perche            | 22 place du Général-de-Gaulle              | 48° 31′ 11″ nord, 0° 32′ 41″ est | « PA61000052 » | Inscrit                | 2006      | Statue de Neptune                                          |
| Église Notre-Dame du Mont-Harou                            | Moutiers-au-Perche            |                                            | 48° 28′ 44″ nord, 0° 50′ 48″ est | « PA00110873 » | Classé                 | 1941      | Église Notre-Dame du Mont-Harou                            |
| Église Saint-Martin de Nocé                                | Nocé                          |                                            | 48° 22′ 48″ nord, 0° 40′ 53″ est | « PA61000007 » | Inscrit                | 1997      | Église Saint-Martin de Nocé                                |
| Manoir de Barville                                         | Nocé                          | Rue Modeste Romet                          | 48° 22′ 46″ nord, 0° 40′ 57″ est | « PA00132901 » | Inscrit                | 1994      | Manoir de Barville                                         |
| Manoir de Courboyer                                        | Nocé                          |                                            | 48° 23′ 48″ nord, 0° 40′ 13″ est | « PA00110876 » | Classé                 | 1981      | Manoir de Courboyer                                        |
| Manoir de Lormarin                                         | Nocé                          |                                            | 48° 22′ 20″ nord, 0° 41′ 10″ est | « PA00110877 » | Inscrit                | 1926      | Manoir de Lormarin                                         |
| Château de Chèreperrine                                    | Origny-le-Roux                |                                            | 48° 20′ 10″ nord, 0° 24′ 58″ est | « PA00110978 » | Inscrit                | 1989      | Château de Chèreperrine                                    |
| Château de Monthimer                                       | La Perrière                   |                                            | 48° 23′ 37″ nord, 0° 27′ 06″ est | « PA00110885 » | Inscrit                | 1975      | Château de Monthimer                                       |
| Logis de l'Évêque                                          | La Perrière                   |                                            | 48° 23′ 20″ nord, 0° 26′ 27″ est | « PA00135526 » | Inscrit                | 1995      | Logis de l'Évêque                                          |
| Manoir de Soisay                                           | La Perrière                   |                                            | 48° 23′ 52″ nord, 0° 24′ 43″ est | « PA00110886 » | Inscrit                | 1988      | Image manquante Téléverser                                 |
| Manoir de Vauvineux                                        | Pervenchères                  |                                            | 48° 26′ 32″ nord, 0° 24′ 50″ est | « PA00110887 » | Inscrit                | 1974      | Image manquante Téléverser                                 |
| Château de la Pellonnière                                  | Le Pin-la-Garenne             |                                            | 48° 26′ 20″ nord, 0° 32′ 18″ est | « PA00110890 » | Inscrit                | 1967      | Château de la Pellonnière                                  |
| Église Saint-Germain de Préaux-du-Perche                   | Préaux-du-Perche              |                                            | 48° 19′ 49″ nord, 0° 42′ 11″ est | « PA00110891 » | Inscrit                | 1974      | Église Saint-Germain de Préaux-du-Perche                   |
| Manoir de la Lubinière                                     | Préaux-du-Perche              |                                            | 48° 19′ 33″ nord, 0° 41′ 53″ est | « PA00110892 » | Inscrit                | 1926      | Image manquante Téléverser                                 |
| Manoir de la Tarainière                                    | Préaux-du-Perche              |                                            | 48° 18′ 34″ nord, 0° 40′ 43″ est | « PA00110893 » | Classé Inscrit         | 1973      | Image manquante Téléverser                                 |
| Château de Voré                                            | Rémalard                      |                                            | 48° 26′ 41″ nord, 0° 47′ 49″ est | « PA00110897 » | Inscrit Classé Inscrit | 1931 1973 | Château de Voré                                            |
| Église Saint-Germain-d'Auxerre                             | Rémalard                      |                                            | 48° 25′ 47″ nord, 0° 46′ 42″ est | « PA00110898 » | Classé                 | 1930      | Église Saint-Germain-d'Auxerre                             |
| Manoir de Boiscorde                                        | Rémalard                      |                                            | 48° 27′ 23″ nord, 0° 46′ 54″ est | « PA00110899 » | Inscrit                | 1987      | Manoir de Boiscorde                                        |
| Manoir de Brigemont                                        | Rémalard                      |                                            | 48° 27′ 06″ nord, 0° 47′ 48″ est | « PA00110900 » | Inscrit                | 1979      | Image manquante Téléverser                                 |
| Manoir de Vaujours                                         | Rémalard                      |                                            | 48° 27′ 18″ nord, 0° 46′ 23″ est | « PA00110901 » | Inscrit                | 1948      | Image manquante Téléverser                                 |
| Motte castrale du Château                                  | Rémalard                      | Rue des Tanneries                          | 48° 25′ 41″ nord, 0° 46′ 14″ est | « PA00132903 » | Inscrit                | 1994      | Image manquante Téléverser                                 |
| Motte castrale du Châtellier                               | Rémalard                      | Le Chatellier                              | 48° 26′ 16″ nord, 0° 45′ 19″ est | « PA00132904 » | Inscrit                | 1994      | Motte castrale du Châtellier                               |
| Tuilerie de Voré                                           | Rémalard                      | La Tuilerie de Voré                        | 48° 26′ 38″ nord, 0° 47′ 34″ est | « PA00135527 » | Inscrit                | 1995      | Image manquante Téléverser                                 |
| Manoir des Rosiers                                         | Réveillon                     | Les Rosiers                                | 48° 28′ 12″ nord, 0° 34′ 14″ est | « PA00110996 » | Inscrit                | 1992      | Manoir des Rosiers                                         |
| Château de Lorière                                         | La Rouge                      |                                            | 48° 17′ 57″ nord, 0° 42′ 08″ est | « PA00110984 » | Inscrit                | 1990 1992 | Château de Lorière                                         |
| Manoir de la Gauberdière                                   | La Rouge                      | La Gauberdière                             | 48° 17′ 27″ nord, 0° 41′ 29″ est | « PA00135528 » | Inscrit                | 1995      | Image manquante Téléverser                                 |
| Chapelle de Clémencé                                       | Saint-Cyr-la-Rosière          |                                            | 48° 19′ 28″ nord, 0° 38′ 29″ est | « PA00110914 » | Inscrit                | 1977      | Chapelle de Clémencé                                       |
| Église Saint-Cyr-et-Sainte-Julitte de Saint-Cyr-la-Rosière | Saint-Cyr-la-Rosière          |                                            | 48° 19′ 49″ nord, 0° 38′ 28″ est | « PA00110916 » | Classé Inscrit         | 1978      | Église Saint-Cyr-et-Sainte-Julitte de Saint-Cyr-la-Rosière |
| Manoir de Langenardière                                    | Saint-Cyr-la-Rosière          |                                            | 48° 19′ 05″ nord, 0° 38′ 42″ est | « PA00110917 » | Inscrit                | 1925 1968 | Manoir de Langenardière                                    |
| Pierre procureuse                                          | Saint-Cyr-la-Rosière          |                                            | 48° 18′ 00″ nord, 0° 38′ 10″ est | « PA00110915 » | Classé                 | 1930 1938 | Pierre procureuse                                          |
| Prieuré Sainte-Gauburge                                    | Saint-Cyr-la-Rosière          |                                            | 48° 19′ 29″ nord, 0° 39′ 19″ est | « PA00110918 » | Classé                 | 1980      | Prieuré Sainte-Gauburge                                    |
| Église Saint-Denis de Saint-Denis-sur-Huisne               | Saint-Denis-sur-Huisne        |                                            | 48° 28′ 12″ nord, 0° 32′ 36″ est | « PA61000033 » | Inscrit                | 2004      | Église Saint-Denis de Saint-Denis-sur-Huisne               |
| Église Sainte-Céronne de Sainte-Céronne-lès-Mortagne       | Sainte-Céronne-lès-Mortagne   |                                            | 48° 34′ 04″ nord, 0° 32′ 00″ est | « PA00110911 » | Classé                 | 1975      | Église Sainte-Céronne de Sainte-Céronne-lès-Mortagne       |
| Motte féodale du Plessis-Poix                              | Sainte-Céronne-lès-Mortagne   |                                            | 48° 34′ 53″ nord, 0° 31′ 04″ est | « PA00110912 » | Inscrit                | 1975      | Motte féodale du Plessis-Poix                              |
| Église Saint-Germain                                       | Saint-Germain-de-la-Coudre    |                                            | 48° 16′ 52″ nord, 0° 36′ 15″ est | « PA00110921 » | Inscrit                | 1974      | Église Saint-Germain                                       |
| Manoir de la Fresnaye                                      | Saint-Germain-de-la-Coudre    |                                            | 48° 17′ 52″ nord, 0° 33′ 37″ est | « PA00110922 » | Classé Inscrit         | 1988 2015 | Manoir de la Fresnaye                                      |
| Manoir de l'Épinay                                         | Saint-Hilaire-sur-Erre        |                                            | 48° 19′ 53″ nord, 0° 45′ 01″ est | « PA00110986 » | Inscrit                | 1990      | Manoir de l'Épinay                                         |
| Manoir de Malaise                                          | Saint-Hilaire-sur-Erre        | Malaise                                    | 48° 19′ 58″ nord, 0° 44′ 35″ est | « PA00110987 » | Inscrit                | 1990      | Manoir de Malaise                                          |
| Château de Saint-Hilaire-sur-Risle                         | Saint-Hilaire-sur-Risle       |                                            | 48° 43′ 59″ nord, 0° 29′ 50″ est | « PA00110924 » | Inscrit                | 1974      | Château de Saint-Hilaire-sur-Risle                         |
| Manoir de Blavou                                           | Saint-Jouin-de-Blavou         |                                            | 48° 25′ 46″ nord, 0° 26′ 37″ est | « PA61000008 » | Inscrit                | 1997      | Manoir de Blavou                                           |
| Manoir de Chanceaux                                        | Saint-Jouin-de-Blavou         |                                            | 48° 26′ 47″ nord, 0° 30′ 12″ est | « PA00110927 » | Classé                 | 1978      | Manoir de Chanceaux                                        |
| Château de Prulay                                          | Saint-Langis-lès-Mortagne     | Le Moulin de Prulay                        | 48° 29′ 48″ nord, 0° 31′ 41″ est | « PA61000011 » | Inscrit                | 1998      | Image manquante Téléverser                                 |
| Église Saint-Médard de Saint-Mard-de-Réno                  | Saint-Mard-de-Réno            | Le Bourg                                   | 48° 30′ 35″ nord, 0° 38′ 00″ est | « PA61000014 » | Inscrit                | 1998      | Église Saint-Médard de Saint-Mard-de-Réno                  |
| Château du Tertre                                          | Saint-Martin-du-Vieux-Bellême |                                            | 48° 23′ 17″ nord, 0° 34′ 46″ est | « PA61000009 » | Classé Inscrit Classé  | 1979 1997 | Château du Tertre                                          |
| Manoir des Perrignes                                       | Saint-Maurice-sur-Huisne      |                                            | 48° 26′ 05″ nord, 0° 42′ 19″ est | « PA61000015 » | Inscrit                | 1998      | Image manquante Téléverser                                 |
| Château de Tubœuf                                          | Saint-Michel-Tubœuf           |                                            | 48° 44′ 35″ nord, 0° 42′ 33″ est | « PA00110932 » | Classé                 | 1992      | Château de Tubœuf                                          |
| Tour Chappe du Buat                                        | Saint-Michel-Tubœuf           | Les Rendes                                 | 48° 44′ 59″ nord, 0° 40′ 30″ est | « PA00111003 » | Inscrit                | 1992      | Tour Chappe du Buat                                        |
| Château du Fontenil                                        | Saint-Sulpice-sur-Risle       | Fontenil                                   | 48° 47′ 04″ nord, 0° 36′ 46″ est | « PA00110979 » | Inscrit                | 1989      | Château du Fontenil                                        |
| Dolmen du Jarrier                                          | Saint-Sulpice-sur-Risle       | Jarrier                                    | 48° 46′ 24″ nord, 0° 39′ 33″ est | « PA00110936 » | Classé                 | 1976      | Image manquante Téléverser                                 |
| Église Saint-Sulpice de Saint-Sulpice-sur-Risle            | Saint-Sulpice-sur-Risle       |                                            | 48° 46′ 49″ nord, 0° 39′ 26″ est | « PA00110937 » | Inscrit                | 1988      | Église Saint-Sulpice de Saint-Sulpice-sur-Risle            |
| Usine Bohin                                                | Saint-Sulpice-sur-Risle       | Les Haies                                  | 48° 46′ 46″ nord, 0° 39′ 27″ est | « PA00135530 » | Inscrit                | 1995      | Usine Bohin                                                |
| Église Saint-Symphorien                                    | Saint-Symphorien-des-Bruyères |                                            | 48° 47′ 19″ nord, 0° 35′ 02″ est | « PA00110938 » | Inscrit                | 1926      | Église Saint-Symphorien                                    |
| Prieuré de la Magdeleine de Réno                           | Saint-Victor-de-Réno          |                                            | 48° 30′ 14″ nord, 0° 41′ 08″ est | « PA00110939 » | Inscrit                | 1983      | Image manquante Téléverser                                 |
| Château du Tertre                                          | Sérigny                       |                                            | 48° 23′ 17″ nord, 0° 34′ 45″ est | « PA00110951 » | Classé Inscrit Classé  | 1979 1997 | Château du Tertre                                          |
| Maison Lods                                                | Sérigny                       | La Marre                                   | 48° 22′ 16″ nord, 0° 34′ 51″ est | « PA61000031 » | Inscrit                | 2003      | Maison Lods                                                |
| Abbaye de La Trappe                                        | Soligny-la-Trappe             |                                            | 48° 38′ 14″ nord, 0° 34′ 24″ est | « PA00110953 » | Classé                 | 1975      | Abbaye de La Trappe                                        |
| Église Notre-Dame-de-l'Assomption du Theil                 | Le Theil                      |                                            | 48° 15′ 52″ nord, 0° 41′ 23″ est | « PA00110955 » | Inscrit                | 1975      | Église Notre-Dame-de-l'Assomption du Theil                 |
| Église Saint-Aubin                                         | Tourouvre                     |                                            | 48° 35′ 26″ nord, 0° 39′ 07″ est | « PA00110991 » | Inscrit                | 1991      | Église Saint-Aubin                                         |
| Manoir de Bellegarde                                       | Tourouvre                     |                                            | 48° 34′ 46″ nord, 0° 40′ 21″ est | « PA00110962 » | Inscrit                | 1978      | Manoir de Bellegarde                                       |
| Château de La Ventrouze                                    | La Ventrouze                  |                                            | 48° 36′ 39″ nord, 0° 41′ 53″ est | « PA00110963 » | Inscrit                | 1979      | Château de La Ventrouze                                    |
| Église Sainte-Madeleine                                    | La Ventrouze                  |                                            | 48° 36′ 38″ nord, 0° 41′ 50″ est | « PA00110964 » | Inscrit                | 1981      | Église Sainte-Madeleine                                    |
| Église Saint-Ouen de Verrières                             | Verrières                     |                                            | 48° 23′ 30″ nord, 0° 45′ 44″ est | « PA00110965 » | Inscrit                | 1975      | Église Saint-Ouen de Verrières                             |